# Antrostomus
Antrostomus — рід дрімлюгоподібних птахів родини дрімлюгових (Caprimulgidae). Представники цього роду мешкають в Америці. Раніше їх відносили до роду Дрімлюга (Caprimulgus), однак за результатами низки молекулярно-генетичних досліджень їх було переведено до відновленого роду Antrostomus.

## Види
Виділяють дванадцять видів:
- Дрімлюга каролінський (Antrostomus carolinensis)
- Дрімлюга рудий (Antrostomus rufus)
- Дрімлюга кубинський (Antrostomus cubanensis)
- Дрімлюга гаїтянський (Antrostomus ekmani)
- Дрімлюга східний (Antrostomus salvini)
- Дрімлюга юкатанський (Antrostomus badius)
- Дрімлюга парагвайський (Antrostomus sericocaudatus)
- Тукухіло (Antrostomus ridgwayi)
- Дрімлюга канадський (Antrostomus vociferus)
- Дрімлюга мексиканський (Antrostomus arizonae)[12][13]
- Дрімлюга пуерто-риканський (Antrostomus noctitherus)
- Дрімлюга коста-риканський (Antrostomus saturatus)

## Етимологія
Наукова назва роду Systellura походить від сполучення слів дав.-гр. συστελλω — скоротити і ουρα — хвіст.